# (7135) 1993 VO
A (7135) 1993 VO a Naprendszer kisbolygóövében található aszteroida. Shimizu, Y., Urata, T. fedezte fel 1993. november 5-én.